# 人智學
人智學（英語：Anthroposophy；德語：Anthroposophie）是由神秘主義者鲁道夫·施泰纳在20世紀初創立的哲學，假設存在一個客觀的、智力上可理解的靈性世界，可供人類體驗。該學說的追隨者旨在透過一種獨立於感官體驗的思維模式進行靈性探索。他們還旨在以一種可透過理性話語驗證的方式表達他們的想法，並在研究靈性世界時尋求與研究物理世界的科學家所獲得的精確度和清晰度相當。
人智學起源於德國唯心主義和神秘主義哲學。施泰納選擇了人智學這個詞（來自 anthropo-，人類，和 sophia，智慧）來強調他的哲學的人文主義取向。 他將其定義為“對靈性世界的科學探索”，其他人又稱其為“哲學和文化運動”、“靈性運動”、“靈性科學”或“一個思想體系”（英語：a system of thought）等。人智學思想已被用於許多領域的替代運動，包括教育（在華德福學校和坎普希爾運動（英語：Camphill Movement）中）、農業（生物動力農法）、醫學、銀行、組織發展和藝術。
然而，許多科學家和醫師等批評了人智學的應用在醫學、生物學、農業和教育領域是危險的和偽科學的。 施泰納的一些觀點偏離了現代科學，包括：“種族”進化（參見社會達爾文主義與種族主義）、「透視」（或作靈視，施泰納聲稱自己有該方面的能力）和亞特蘭蒂斯的神話。

## 外部連結
- Rudolf Steiner Archive (線上作品集)